# جاي فورمان (لاعب كرة قدم أمريكية)
جاي فورمان (بالإنجليزية: Jay Foreman)‏ هو لاعب كرة قدم أمريكية أمريكي، ولد في 18 فبراير 1976 في إيدن بريري في الولايات المتحدة.

## وصلات خارجية
- جاي فورمان على موقع مرجع كرة القدم المحترفة.كوم (الإنجليزية)